# Enfield No.2
Enfield No. 2 är en brittisk revolver. Den användes mest av den brittiska men även av den amerikanska armén under andra världskriget.
1915-36 hade Webley No. 1 Mk VI varit tjänstepistol i brittiska armén. Den ansågs robust och pålitlig men för tung och klumpig. Webleyfabrikerna hade tagit fram en polisrevolver, vilken kom att bli förlaga för Enfield No. 2. Den första modellen levererades 1932. En ny modell utan tumgrepp på hanen kom 1938, och var särskilt avsedd för stridsvagnsbesättningar för att hindra att hanen fastnade i pansaroverallerna. 

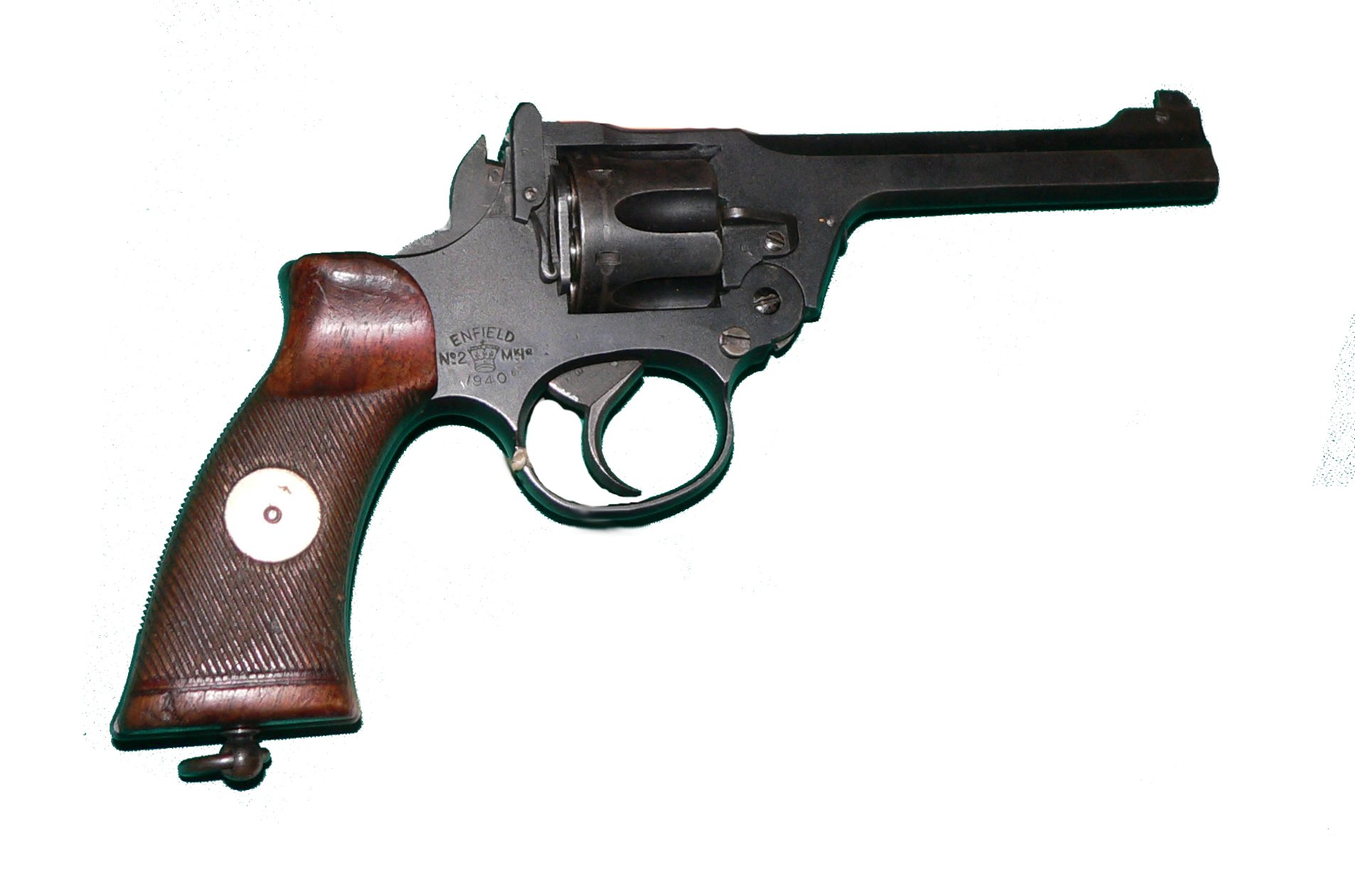
Enfield No. 2 Mk I* med den modifierade hanen.